# Teddy Brayshaw
Edward Brayshaw (6 tháng 10 năm 1863 – 20 tháng 11 năm 1908) là một cầu thủ bóng đá người Anh, thi đấu ở vị trí trung vệ.

## Sự nghiệp
Sinh ra ở Sheffield, Brayshaw thi đấu cho The Wednesday và Grimsby Town và có 1 lần ra sân cho đội tuyển quốc gia Anh in 1887.